# Foo Fighters
Foo Fighters — американская рок-группа, образованная бывшим участником Nirvana Дейвом Гролом в 1994 году.
Название позаимствовано из сленга американских лётчиков Второй мировой войны, которые называли так (foo-истребители) неопознанные летающие объекты и странные атмосферные феномены, которые они видели в небе над Европой и Тихим океаном.

## История

### Формирование и дебютный альбом (1994—1995)
Дэйв Грол выступал в гранж-группе Nirvana в качестве барабанщика. На гастроли он брал с собой гитару и записывал песни. Грол иногда бронировал время в студии для записи демо, и даже выпустил кассету с некоторыми из этих песен, которая называется «Pocketwatch» под псевдонимом «Late!» в 1992 году.
Гитариста и вокалиста «Нирваны» Курта Кобейна находят мёртвым в своём доме в Сиэтле 8 апреля 1994 года, впоследствии легендарная группа распадается. Грол получает предложение работать с различными музыкантами, он почти принимается на постоянную работу в качестве барабанщика в Tom Petty and the Heartbreakers. В конце концов Грол отказался и вместо этого пришёл в Robert Lang Studios, в октябре 1994 года, для записи двенадцати из сорока песен, которые он написал. За исключением гитарной партии в «X-Static», в которой играл Грег Дулли из The Afghan Whigs, Грол сам играл на всех инструментах и сам записал все вокальные партии. «Я должен был просто присоединиться к другой группе, и быть барабанщиком всю мою жизнь», позже сказал Грол. По завершении записи материала для альбома, Грол раздавал копии альбома в течение пяти дней своим друзьям.
Грол надеялся сохранять свою анонимность и выпускать записи ограниченным тиражом, под названием «Foo Fighters». Однако демо, распространённые в музыкальной индустрии, вызывали интерес и у звукозаписывающих компаний. Грол начал создавать группу, в поддержку альбома, узнав о распаде группы Sunny Day Real Estate, Грол уговорил бывших участников этой группы, басиста Нэйта Мендела и барабанщика Уильяма Голдсмита. Грол также уговорил Пэта Смира, который был гастрольным гитаристом Nirvana, присоединиться в качестве второго гитариста. В конечном счёте, Грол лицензировал альбом на Capitol Records, выпустив его на лейбле Roswell Records.
Дебютное выступление Foo Fighters состоялось 19 февраля 1995 года в Boat House, Сиэтл. Foo Fighters предприняли первую попытку большого тура, весной 1995. Первый сингл «This Is A Call», был выпущен в июне 1995 года, сам альбом вышел в июле 1995 года. «I’ll Stick Around», «For All The Cows», и «Big Me», были выпущены в качестве последующих синглов. Следующие месяцы группа провела в гастролях, их первое громкое выступление состоялось на фестивале в Рединге, в Англии.

### The Colour and the Shape(1996—1997)
После тура в течение всей весны 1996 года, Foo Fighters засели в студии в Вундвилле, штат Вашингтон, с продюсером Нортоном Гилом, для записи своего второго альбома. Грол снова сам записывал весь материал для альбома, в том числе и барабанные партии. Узнав об этом, Уильям Голдсмит покинул группу.
Для замены Уильяма Голдсмита Грол связался с гастрольным барабанщиком Аланис Мориссетт Тейлором Хокинсом, для того, чтобы он посоветовал кого-либо на место барабанщика в Foo Fighters. Грол был удивлён, когда Хокинс предложил себя в качестве барабанщика. Хокинс дебютировал с группой во время выпуска второго альбома, The Colour and the Shape, в мае 1997 года. Альбом включает такие известные синглы, как «Monkey Wrench», «My Hero», и «Everlong».
Пэт Смир объявил, что он хочет покинуть группу. Четыре месяца спустя, в сентябре 1997 года, на MTV Video Music Awards, Пэт Смир официально заявил об уходе из группы, в тот же день Foo Fighters официально заявили о новом гитаристе, им стал бывший коллега Дэйва Грола по Scream, Франц Сталь. Сталь гастролировал вместе с Foo Fighters, в течение следующих нескольких месяцев и сыграл на двух треках «Walking After You» и «А320».

### There Is Nothing Left to Lose(1998—2001)
В 1998 году, Foo Fighters отправились в родной для Грола, штат Вирджиния, чтобы записать материал для своего третьего альбома. Однако Грол и Сталь не могли прийти к согласию. Грол был растерян и с трудом принял решение об увольнении Франца Сталя, ведь они были друзьями с детства. Остальное трио, Грол, Мендел и Хокинс, провели следующие несколько месяцев, записывая материал для третьего альбома.
После завершения записи альбома Foo Fighters начали проводить прослушивания потенциального гитариста, в конечном итоге остановились на Крисе Шифлетте, который выступал с Me First and the Gimme Gimmes.

### One by One(2001—2004)
В конце 2001 года, группа собралась снова, чтобы записать свой четвёртый альбом. После того, как работа над альбомом была завершена, Грол принял участие в записи альбома Queens of the Stone Age 2002 года Songs for the Deaf.
Грол был настолько вдохновлен работой, что решил ещё раз собрать Foo Fighters, чтобы перезаписать несколько песен из нового альбома. Вместо этого, группа перезаписала почти все песни (сохранив «Tired of You») за 10 дней в студии Грола в Вирджинии. Оригинальная версия One by One никогда не была полностью услышана, за исключением фрагментов, которые просочились до премьеры, а также фрагментов, выложенных фанатами на веб-сайте группы в 2007 году.
Финальная версия альбома была выпущена в октябре 2002 года под названием One by One. Альбом включает такие синглы, как «All My Life», «Times Like These», «Low», и «Have It All». Позже Foo Fighters признались, что недовольны альбомом.

### In Your Honor(2005—2006)
Проведя полтора года в туре в поддержку One By One, Грол не хотел торопиться с записью следующего альбома. На начальной стадии, он намеревался сам записать акустический материал, но в итоге проект коснулся всей группы. Чтобы записать свой пятый альбом, Foo Fighters переместились в Лос-Анджелес, где оборудовали свою студию, названную Studio 606 West. Грол настаивал на разделении альбома на два диска: один, полный рок-песен, другой, включающий только акустические версии. Альбом включил в себя синглы: «Best of You», «DOA», «Resolve», «No Way Back/Cold Day in the Sun», и «Miracle».
17 июня 2006 года Foo Fighters выступили в качестве хедлайнеров на концерте в Гайд-парке, в Лондоне. Также в концерте принимали участие Juliette and the Licks, Angels & Airwaves, Queens of the Stone Age и Motörhead. Позже Лемми, вокалист Motörhead, примкнул к группе на сцене, чтобы исполнить «Shake Your Blood» из альбома Грола Probot.
Позднее к Foo Fighters присоединились Брайан Мэй и Роджер Тейлор, после чего они исполнили часть «We will rock you» и «Tie your mother down».
Для дальнейшего продвижения In Your Honor, летом 2006 года группа решила организовать короткий акустический тур. В туре участвовали бывший участник Пэт Смир, который присоединился к группе в качестве дополнительного гитариста, Петра Хейден на скрипке и бэк-вокале, Drew Hester на перкуссии и Rami Jaffee из The Wallflowers на клавишных. В сет-лист тура вошли как акустическая половина In Your Honor, так и малоизвестные песни, такие как «Ain’t It The Life», «Floaty» и «See You». Группа также исполнила «Marigold» из дебютного альбома Pocketwatch.
В ноябре 2006, Foo Fighters выпустили свой первый лайв CD, Skin and Bones.

### Echoes, Silence, Patience & Grace и Greatest Hits (2007—2009)
Для доработки In Your Honor, Foo Fighters решили нанять продюсера The Colour and the Shape Джила Нортона. Echoes, Silence, Patience & Grace был выпущен 25 сентября, 2007. Первый сингл альбома, «The Pretender» возглавил чарт современного рока журнала Billboard на 18 недель. Второй сингл «Long Road to Ruin», был выпущен в декабре 2007 года.
В октябре 2007, Foo Fighters начали свой мировой тур в поддержку Echoes, Silence, Patience & Grace. Группа дала концерты в США, Канаде, Европе, Австралии, Новой Зеландии и Азии. На европейском MTV Music Awards Пэт Смир подтвердил своё возвращение в группу.
Группа завершила свой тур в сентябре 2008 на Virgin Festival в Торонто.
Echoes, Silence, Patience & Grace получил пять номинаций на премию Грэмми. Foo Fighters отправились домой с наградами за Лучший рок альбом и Лучшее хард-рок исполнение (за «The Pretender»). Альбом был также номинирован на награду за Лучший альбом года, а «The Pretender» — за Запись года и Лучшую рок-песню.
3 ноября 2009, группа выпустила собранный альбом, Greatest Hits, который включил в себя две новые песни, «Word Forward» и сингл «Wheels».

### Wasting Light (2010—2014)
Группа начала записывать их седьмой студийный альбом в августе 2010 с продюсером Бутчем Вигом, ранее спродюсировавшим два новых трека из альбома Greatest Hits. Альбом был записан в гараже Дэйва Грола, при использовании только аналогового оборудования. Пэт Смир был представлен на многих фото, которые Грол опубликовал на своем Твиттере, также пресс-релиз в декабре подтвердил, что Смир играет в каждом треке нового альбома и снова входит в основной состав группы.
Группа анонсировала свои выступления в качестве хедлайнеров на нескольких европейских музыкальных фестивалях. Два их собственных концерта были запланированы в Milton Keynes National Bowl в Великобритании 2 и 3 июля 2011.
Клип для «White Limo» был опубликован 12 февраля 2011, изображающий группу, разъезжающую на лимузине, водителем которого является Лемми Килмистер из Motorhead.
Первый сингл нового альбома, «Rope», был выпущен 23 февраля. Альбом анонсирован на 12 апреля 2011 года.
Документальный фильм об истории группы, «Back and Forth», был анонсирован на 5 апреля. Фильм был спродюсирован Джеймсом Моллом и признан одной из семи лучших документальных картин 2011 года, связанных с музыкой.
Коллектив Грола стал обладателем пяти статуэток Грэмми на 54-й церемонии вручения премии, прошедшей 12 февраля 2012 года в Лос-Анджелесе. Foo Fighters победили в номинациях: «Лучшая рок-песня» (Walk), «Лучший рок-альбом» (Wasting Light), «Лучшее исполнение рок-композиции» (Walk), «Лучшее исполнение композиции в жанре хард-рок/металл» (White Limo) и «Лучшее длинное музыкальное видео» за документальную ленту «Foo Fighters: Back and Forth».
В начале октября 2012 Дэйв Грол заявил об уходе группы в творческий отпуск на неопределенный срок.
Однако, в феврале 2013 года Дэйв Грол заявил о том, что Foo Fighters приступили к записи восьмого студийного альбома.
10 ноября 2014 года вышел альбом «Sonic Highways». Кроме привычного формата, релиз будет выпущен также на виниле, для которого музыканты подготовили девять обложек, в том числе для каждого из восьми городов, в которых проходила его запись (Лос-Анджелесе, Сиэтле, Чикаго, Нью-Йорке, Вашингтоне, Новом Орлеане, Нэшвилле и Остине).

### Saint Cecilia(2015—2018)
23 ноября 2015 года был выпущен сингл-сюрприз (после месячного обратного отсчета часов на сайте Foo Fighters). Для свободного скачивания был выпущен EP Saint Cecilia. Наряду с его выпуском, Грол также объявил, что группа уходит в творческий отпуск на неопределённый срок. В ответ на растущие слухи о распаде группы, в марте 2016 года, группа выпустила «псевдодокументальное» видео, изображающее как Грол покидает группу, чтобы продолжить сольную карьеру в электронной музыке, и Ник Лаше (98 Degrees) становится новым вокалистом группы. Видео заканчивается фразой: «Миллионный раз повторяем, что группа не распадается, и никто не начинает чёртову сольную карьеру». Группа возобновила концертную деятельность в начале 2017 и выступит с несколькими концертами в течение лета.
Грол заявил, что группа проведёт большую часть 2017 года при записи своего девятого студийного альбома. На 1 июня 2017 года вышел новый сингл «Run». Также стало известно, что клавишник Реми Джеффи стал шестым официальным членом группы. 20 июня 2017 года группа на своей странице в Facebook анонсировала новый альбом Concrete and Gold, выход которого состоялся 15 сентября. Продюсером выступил Грег Кёрстин. В альбоме чувствуется влияние Pink Floyd, Led Zeppelin и The Beatles. В качестве гостя отметился Джастин Тимберлейк, который спел вокальные партии в песне «Make It Right», Шон Стокман из Boyz II Men, исполнивший бэк-вокал в песне «Concrete and Gold» и Пол Маккартни, который сыграл на ударных в песне «Sunday Rain».
В июне 2017 года группа отправилась на гастроли и в частности выступили на Glastonbury Festival 2017. Тур в поддержку Concrete and Gold был позже продлён до октября 2018 года.

### Medicine at Midnight(2021 — наше время)
В октябре 2019 года группа объявила, что записывает свой десятый студийный альбом, в основу которого легли демозаписи Грола. 13 февраля 2020 года Дэйв Грол объявил, что новый альбом закончен и выйдет как раз к 25-летию группы. 11 мая группа объявила, что откладывает выпуск альбома на неопределённый срок из-за пандемии COVID-19, и Грол сказал: «Мы отложили это на время, чтобы точно выяснить, когда это произойдёт».
Начиная с ноября 2020 года, продвижение альбома активизировалось. Было объявлено его название — Medicine at Midnight и дата выхода — 5 февраля 2021 года. Группа выпустила три сингла перед альбомом: Shame Shame, No Son of Mine и Waiting on a War. В январе группа выступила на инаугурации президента США Джо Байдена.
10 февраля 2020 года Foo Fighters были объявлены одними из номинантов Зала славы рок-н-ролла 2021 года в первый год права на участие, поскольку их дебютный альбом был выпущен за 25 лет до этого. 12 мая 2021 года Foo Fighters были объявлены одними из шести номинантов-исполнителей. Ко Дню музыкального магазина 17 июля 2021 года группа Foo Fighters выпустила альбом кавер-версий в стиле диско Hail Satin под названием Dee Gees. Альбом содержит четыре кавер-версии Bee Gees, кавер-версию песни Энди Гибба «Shadow Dancing», а также пять концертных версий композиций Medicine at Midnight.
25 февраля 2022 года Foo Fighters выпустили комедийный фильм ужасов «Студия 666», режиссёром которого выступил Би Джей МакДоннелл. В фильме снялись сами участники группы, а также Уилл Форте, Уитни Каммингс, Джефф Гарлин и Дженна Ортега. В фильме Foo Fighters пытаются записать альбом в особняке с привидениями; Грол одержим демоническим духом, а участники группы погибают один за другим. Фильм был снят в том же особняке, в котором Foo Fighters записывали альбом Medicine at Midnight. «Студия 666» получил смешанные отзывы и не получил успеха в премьерную неделю. Грол выпустил EP с песнями из фильма, Dream Widow, 25 марта 2022 года.
25 марта 2022 года Хокинс умер в своем номере в отеле Casa Medina в Боготе, Колумбия. Причина смерти не была названа. Хокинс страдал от боли в груди, и на момент смерти в его организме было десять веществ, включая опиоиды, бензодиазепины, трициклические антидепрессанты и ТГК (психоактивное соединение в конопле). В тот вечер Foo Fighters должны были выступать на фестивале Estéreo Picnic в рамках тура по Южной Америке; сцена фестиваля была превращена в бдение при свечах в память о Хокинсе. Через несколько дней группа отменила все оставшиеся даты тура.
8 июня Foo Fighters объявили о проведении двух концертов в память о Хокинсе. Первый состоялся 3 сентября на стадионе Уэмбли в Лондоне, Великобритания. Второй концерт прошел 27 сентября на Kia Forum в Лос-Анджелесе. Джош Фриз играл на барабанах на обоих концертах. На стадионе Уэмбли сын Тейлора — Оливер Шейн Хокинс — отдал дань уважения отцу, сыграв с Foo Fighters во время исполнения песни «My Hero» в качестве барабанщика.
31 декабря 2022 года Foo Fighters в своих соцсетях объявила о том, что группа продолжит свою деятельность и «скоро увидится со своими фанатами».
В январе 2023 года они начали объявлять выступления на фестивалях в этом году. 21 мая в юмористическом видео с участием нескольких знаменитых барабанщиков они объявили Фриза своим новым барабанщиком. 19 апреля 2023 года Foo Fighters анонсировали свой одиннадцатый студийный альбом But Here We Are, выход которого запланирован на 2 июня 2023 года. В тот же день они выпустили заглавный сингл «Rescued». В пресс-релизе альбом описывается как «жестоко честный и эмоционально грубый ответ на всё, что Foo Fighters пережили за последний год».
По слухам, на фестивале в Гластонбери 2023 года на сцене пирамиды выступала известная группа «The ChurnUps»; оказалось, что это Foo Fighters. Это был первый раз, когда группа выступила на фестивале с тех пор, как выступила хедлайнером в 2017 году, а также выступила на той же сцене, в том же вечере и месте, что и их дебют в Гластонбери 25 лет назад.
В августе 2024 года Foo Fighters объявили, что пожертвуют все гонорары, полученные от их сингла «My Hero», на президентскую кампанию Камалы Харрис после того, как ее соперник Дональд Трамп использовал песню без разрешения на митинге.  В сентябре 2024 года, после того как Грол объявил, что у него есть ребенок вне брака, Foo Fighters отменили свое выступление на музыкальном фестивале Soundside в Бриджпорте, штат Коннектикут, в том же месяце. В мае 2025 года Foo Fighters объявили о выступлении на Гран-при Сингапура, которое состоится 4 октября. 16 мая Фриз объявил, что его уволили без объяснения причин.  2 июля, в честь 30-летия группы, группа Foo Fighters выпустили сингл «Today's Song».
30 июля издание The Hollywood Reporter сообщило, что Илан Рубин, бывший концертный барабанщик Nine Inch Nails, выступит с группой, хотя пока неясно, будет ли он полноправным участником группы или концертным  музыкантом.

## Состав
| Текущий состав - Дэйв Грол — ведущий вокал, гитара (1994—наши дни) - Пэт Смир — гитара (1995—1997, 2010—наши дни; сессионный/концертный участник 2005—2010) - Крис Шифлетт — гитара, бэк-вокал (1999—наши дни) - Нейт Мендел — бас-гитара (1995—наши дни) - Реми Джеффи — клавишные, фортепиано (2017—наши дни; сессионный/концертный участник 2005—2017) Бывшие участники - Уильям Голдсмит — ударные, перкуссия (1995—1997) - Франц Стал — гитара, бэк-вокал (1997—1999) - Тейлор Хокинс — ударные, перкуссия, бэк-вокал (1997—2022; его смерть) - Джош Фриз — ударные, перкуссия (2023—2025) | Сессионные/концертные участники - Илан Рубин — ударные, перкуссия (2025—наши дни) - Дрю Хестер— перкуссия (2005—2006) - Петра Хейден — бэк-вокал, скрипка (2005—2006) - Джесси Грин — виолончель, скрипка, бэк-вокал (2007—2008) - Лаура Мейс — бэк-вокал (2017—2022) - Саманта Сидли — бэк-вокал (2017—2022) - Барбара Груска — бэк-вокал (2017—2022) |

## Дискография
Студийные альбомы
- Foo Fighters (1995)
- The Colour and the Shape (1997)
- There Is Nothing Left to Lose (1999)
- One by One (2002)
- In Your Honor (2005)
- Echoes, Silence, Patience & Grace (2007)
- Wasting Light (2011)
- Sonic Highways (2014)
- Concrete and Gold (2017)
- Medicine at Midnight (2021)
- But Here We Are (2023)